# Bernd Kuhn (Ruderfunktionär)
Bernd Kuhn (geb. 1948) ist ein Trainer, ehemaliger Schiedsrichter und Funktionär im Rudersport.

## Sportliche Karriere
Bernd Kuhn war als Trainer erst von 1966 bis 1974 beim Überlinger RC Bodan, dann von 1975 bis 1978 beim RC Undine Radolfzell tätig. Ab 1986 ist er wieder beim Überlinger RC Bodan tätig.
Als Schiedsrichter war er über 25 Jahre im Rudersport national und International tätig.
Als Funktionär war er lange Jahre Mitglied im Ausschuss Leistungssport des Deutschen Ruderverbandes und in den Landesverbänden von 1972 bis 1976 der Vorsitzende beim Landesruderverband Baden-Süd und von 1. Januar 1976 bis April 2008 im Vorstand beim Landesruderverband Baden-Württemberg, dessen Vorsitzender er ab 1992 war und zu dessen Ehrenvorsitzender er 2008 ernannt wurde.
Neben seiner Funktionärstätigkeit in den Verbänden war er von 1970 bis 1972 Vorsitzender des Überlinger RC Bodan, 1975 bis 1978 Vorsitzender Sport beim RC Undine Radolfzell und erneut von 1986 bis 2014 wieder im Vorstand des Überlinger RC Bodan, dessen Vorsitzender er 1994 erneut wurde und zu dessen Ehrenvorsitzendem er 2014 ernannt wurde.

## Ehrungen
Bernd Kuhn bekam am 29. September 2009 das ihm von Bundespräsident Horst Köhler verliehene Bundesverdienstkreuz am Bande von Ministerpräsident Günther Oettinger überreicht.